# YASSA Comachi
YASSA Comachi（やっさ こまち）は、千葉県東金市を拠点に活動している日本の女性ローカルアイドルである。「ご当地アイドル殿堂入り」。

## 概要
2005年(平成17年)8月に、千葉県東金市の観光を広くPRする為に結成された。
「YASSA Comachi」のユニット名の由来は、東金市で毎年8月に行われる夏のイベント「やっさフェスティバル」のYASSAと、東金市の小町塚と呼ばれる塚に小野小町が機織りに使った道具が埋められているという伝説があることから名付けられている。
2011年(平成23年)4月に新メンバー6名の加入したのを機に、ユニット名をYASSA Comachi Super7(やっさこまちスーパーセブン)に改名して活動していたが、2012年12月から当初のユニット名に戻して活動している。
東金市の地元民謡をアレンジした曲や「YASSAフェスティバル」のテーマ曲「ふるさとっていいもんだ」、東金まつりのテーマ曲「春色の街」など、オリジナルの楽曲とダンスで東金市の魅力をPRしている
。
2015年1月からは東金市の市民劇団「辺田方座（へたかたざ）」のミュージカル公演に出演するなど活動の場を広げている。
2015年8月に結成10年を迎えて日本ご当地アイドル活性協会より『ご当地アイドル殿堂入り』に認定された。

## メンバー

### 現在のメンバー
- 颯香（はやか、1999年1月11日 - ）-リーダー
- あのん（1999年10月8日 - ）
- ひな（1999年11月16日 - ）
- りんか（2000年1月4日 - ）
- まりん

### 旧メンバー
- NAHO（大森菜穂）（2005年、初代）
- くるみ、みな、みなみ（2007年）[10]
- まゆみ、くるみ、さき（2008年、4期生）[11]
- じゅな（嶋田珠奈）- 誕生日:1997年10月20日0在籍期間:2008年-2016年
- k@ori（かおり）- 誕生日:1998年3月1日0在籍期間:2008年-2016年

## 作品

### ミニアルバム
1. ふるさとっていいもんだ（1st）
（収録楽曲）
  1. ふるさとっていいもんだ
  2. 東金音頭
  3. 東金花見踊り
2. ふるさとっていいもんだ（2nd）
（収録楽曲）
  1. ふるさとっていいもんだ （NEWレコーディング）
  2. 会いたいよ母さん
  3. 約束
  4. 旅立ちの朝

## 主な活動実績

### 東金市内のイベント
- 東金桜まつり
- YASSAフェスティバル
- な・つ・ま・ち
- 湖畔の観月会（八鶴湖)
- わいわいフェスタ３６４
- 八鶴湖大茶会
- 将門ミュージカル

### 他地域でのイベント
- 旅フェア日本2012（池袋サンシャインシティ）
- 六本木ヒルズアリーナ
- 三井アウトレットパーク 木更津
- ダイバーシティ東京プラザ
- どきどきフリーマーケット（幕張メッセ）
- サマーキャンプ９９＋１（九十九里町）
- 我孫子インフォメーションセンター（愛称：アビシルベ）（我孫子市）
- navy friendship day（米海軍横須賀基地）
- 臨時列車ぐるっとゆめ半島号

## モバイル放送
- 『YASSA ComachiのMUSIC RADIO』（WALLOP、2013年7月 - ）- レギュラー[12]

### 公式サイト
- YASSA Comachi - 東金市観光協会
- http://www.npo-yassa.com/yassa-comachi/ - NPO法人YASSA

### 公式facebook
- YASSA Comachi (yassacomachi) - Facebook

### 公式Twitter
- YASSAcomachi (@@yassa_comachi) - X（旧Twitter）
- はやか (@hayaka_c) - X（旧Twitter）
- 日菜❁(YassaComachi) (@hinapou) - X（旧Twitter）

### その他
<じゅな（嶋田珠奈）>
- じゅなブログ - Ameba Blog
- じゅな (@junachin17) - X（旧Twitter）

<k@ori>
- かおりブログ - Ameba Blog